# Verband der Medizin- und Wissenschaftsjournalisten
Der Verband der Medizin- und Wissenschaftsjournalisten e. V. (VMWJ) ist die Interessenvertretung von Medizin- und Wissenschaftsjournalisten in Deutschland.
2012 haben sich unter diesem Namen die drei früheren Organisationen „Vereinigung der Deutschen Medizinischen Fach- und Standespresse e. V.“, „Arbeitskreis Medizinpublizisten/Klub der Wissenschaftsjournalisten e. V.“ und „Kollegium der Medizinjournalisten“ zusammengeschlossen. 
Der Verband ist demnach die älteste (gegr. 1894) und mit über 700 Mitgliedern die größte medizinjournalistische Vereinigung Deutschlands.
Mitglieder sind Ärzte und Journalisten, die Redakteure einer ärztlichen Fach- oder Standeszeitschrift oder welche regelmäßig in der Publikumspresse, im Rundfunk oder Fernsehen medizinische oder gesundheitspolitische Themen behandeln. 